# Saccoglossus horsti
Saccoglossus horsti är en djurart som tillhör fylumet svalgsträngsdjur, och som beskrevs av Brambell och Goodhart 1941. Saccoglossus horsti ingår i släktet Saccoglossus och familjen Harrimaniidae. Arten har ej påträffats i Sverige. Inga underarter finns listade i Catalogue of Life.